# Belinda (álbum de Belinda Carlisle)
Belinda es el primer álbum como solista de la cantante Belinda Carlisle, siendo su primera grabación después de la separación de la banda de new wave The Go-Go's, de la cual era la cantante principal.
El álbum se publicó a mediados de 1986, en el que se incluía su éxito "Mad About You", que alcanzó el puesto número 3 en el U.S. Billboard Hot 100 y el número 1 en Canadá.
La canción "Shot In the Dark" se utilizó como parte de la banda sonora de la película Out of Bounds.

## Lista de canciones
| #   | Título                      | Productor(es)                                       | Duración |
| --- | --------------------------- | --------------------------------------------------- | -------- |
| 1.  | "Mad About You"             | Paula Jean Brown, James Whelan, Mitchel Young Evans | 3:36     |
| 2.  | "I Need a Disguise"         | Tom Kelly, Billy Steinberg, Susanna Hoffs           | 3:55     |
| 3.  | "Since You've Gone"         | Charlotte Caffey, Lindsey Buckingham, J. Segal      | 3:12     |
| 4.  | "I Feel the Magic"          | C. Caffey, J. Segal                                 | 3:20     |
| 5.  | "I Never Wanted a Rich Man" | C. Caffey                                           | 4:12     |
| 6.  | "Band of Gold"              | Ron Dunbar, Edyth Wayne                             | 3:42     |
| 7.  | "Gotta Get to You"          | C. Caffey, B. Carlisle, P. J. Brown, J. Whelan      | 4:06     |
| 8.  | "From the Heart"            | C. Caffey, Tom Caffey                               | 3:12     |
| 9.  | "Shot In the Dark"          | P. J. Brown, J. Whelan                              | 3:23     |
| 10. | "Stuff and Nonsense"        | Tim Finn                                            | 4:30     |

### Pistas adicionales
Bonus tracks en el relanzamiento para Reino Unido en 2003:
- "Mad About You" (extended version) - 5:26
- "Band of Gold" (extended version, featuring Freda Payne) - 6:42
- "Band of Gold" (dub mix, featuring Freda Payne) - 7:43
- "Band of Gold" (single mix, featuring Freda Payne) - 3:41

## Sencillos
| #  | Title                                 | Date | Australia | Estados Unidos | Reino Unido | Irlanda | Canadá |
| -- | ------------------------------------- | ---- | --------- | -------------- | ----------- | ------- | ------ |
| 1. | "Mad About You"                       | 1986 | 9         | 3              | 67          | 28      | 1      |
| 2. | "I Feel the Magic"                    | 1986 | —         | 82             | —           | —       | 51     |
| 3. | "Band of Gold"                        | 1986 | —         | —              | —           | —       | 91     |
| 4. | "Since You've Gone" (promo solamente) | 1986 | —         | —              | —           | —       | —      |

## Charts
| Chart          | Posición |
| -------------- | -------- |
| Estados Unidos | 13       |
| Australia      | 42       |
| Canadá         | 24       |

## Certificaciones
| Chart       | Certificación | Ventas   |
| ----------- | ------------- | -------- |
| U.S. RIAA   | Gold          | 500,000+ |
| Canada CRIA | Platinum      | 100,000+ |